# Classe lateral
En matemàtiques, si G és un grup, H és un subgrup de G, i g és un element de G, llavors
gH = {gh : h un elements de H } és una classe lateral per l'esquerra de H en G, i
Hg = {hg : h un elements de H } és una classe lateral per la dreta de H en G.
Només quan H és normal coincideixen les classes laterals per la dreta i per l'esquerra, de fet, aquesta és una definició de subgrup normal.
Una classe lateral és una classe lateral per l'esquerra o per la dreta d'algun subgrup de G.
Com que Hg = g ( g−1Hg ), les classes laterals per la dreta Hg (d'H ) i les classes laterals per l'esquerra g ( g−1Hg ) (del subgrup conjugat g−1Hg ) són el mateix. Per això no és significatiu parlar d'una classe lateral com a classe lateral per la dreta o per l'esquerra llevat que primer s'especifiqui el subgrup subjacent.
Si l'operació de grup s'escriu additivament, la notació emprada canvia a g+H i H+g respectivament.

## Exemples
El grup cíclic additiu Z₄ = {0, 1, 2, 3} = G té un subgrup H = {0, 2} (isomorf a Z₂). Les classes laterals per l'esquerra d'H a G són
0 + H = {0, 2} = H
1 + H = {1, 3}
2 + H = {2, 0} = H
3 + H = {3, 1}.
Per tant, hi ha dues classes laterals diferents, el mateix H, i 1 + H = 3 + H. Cal destacar que tots els elements de G són o bé de H o bé d'1 + H, és a dir, H ∪ (1 + H ) = G, així les classes laterals d'H a G són una partició de G. Com que Z₄ és un grup abelià, les classes laterals per la dreta seran les mateixes que per l'esquerra.
Un altre exemple de classe lateral prové de la teoria d'espais vectorials. Els elements (vectors) d'un espai vectorial formen un grup abelià amb l'addició vectorial. No és difícil mostrar que els subespais d'un espai vectorial són subgrups d'aquest grup. Per a un espai vectorial V, un subespai W, i un vector fixat a de V, els conjunts

{\displaystyle \{x\in V\colon x=a+n,n\in W\}}
s'anomenen subespais afins, i són classes laterals (tant per l'esquerra com per la dreta, donat que el grup és abelià). En termes de vectors geomètrics, aquests subespais afins són totes les "rectes" o els "plans" paral·lels al subespai, el qual és una recta o un pla que passa per l'origen.

## Propietats generals
Es té gH = H si i només si g és un element d'H, ja que com que H és un subgrup, ha de ser tancat i ha de contenir la identitat.
Dues classes laterals per l'esquerra d'H en G són o bé idèntiques o bé disjuntes -- les classes laterals per l'esquerra formen una partició de G: tots els elements de G pertanyen a una i només a una classe lateral per l'esquerra. En particular la identitat és només en una classe lateral que és el mateix H; aquest també és l'única classe lateral que és un subgrup. Això es pot veure clarament en els exemples citats.
Les classes laterals per l'esquerra d'H a G són les classe d'equivalència sota la relació d'equivalència a G donada per x ~ y si i només si x -1y ∈ H. També es verifiquen afirmacions similars pel cas de classes laterals per la dreta.
Un representant de la classe és un representant en el sentit de classe d'equivalència. Un conjunt de representants de tes les classes d'equivalència s'anomena un ). Hi ha altres tipus de relacions d'equivalència en un grup, com ara la conjugació, que formen classes diferents que no tenen les propietats de què es parla aquí. Alguns llibres sobre teoria de grups aplicada identifiquen erròniament la classe de conjugació com 'la' classe d'equivalència com a oposada a un tipus particular de classe d'equivalència.

### Índex d'una classe lateral
Totes les classes laterals per l'esquerra tenen el mateix ordre (nombre d'elements, o cardinalitat en el cas d'un H infinit), igual a l'ordre d'H (perquè H mateix és una classe lateral). A més, el nombre de classes laterals per l'esquerra és igual al nombre de classes laterals per la dreta i es coneix com l'índex d'H a G, s'escriu com [G : H ]. el teorema de Lagrange permet calcular l'índex en el cas on G i H són finits, segons la fórmula:
|G | = [G : H ] · |H |.
Aquesta equació també es compleix en el cas en què els grups són infinits, encara que el significat pot ser menys clar.

### Classes laterals i grups normals
Si H no és normal a G, llavors les seves classes laterals per l'esquerra són diferents de les seves classes laterals per la dreta. És a dir, hi ha un a de G tal que cap element b no satisfà aH = Hb. Això significa que la partició de G en les classes laterals per l'esquerra d'H sigui una partició diferent de la partició de G per les classes laterals per la dreta de H (És important fixar-se que poden coincidir algunes classes laterals. Per exemple, si a pertany al centre de G, llavors aH = Ha.)
D'altra banda, el subgrup N és normal si i només si gN = Ng per a tot g de G. En aquest cas, el conjunt de totes les classes laterals formen un grup anomenat el grup quocient G /H amb l'operació definida per (aH )∗(bH ) = abH. Com que cada classe lateral per la dreta és una classe lateral per l'esquerra, no hi ha cap necessitat de distingir "classes laterals per l'esquerra" de "classes laterals per la dreta".

## Índex finit
Un grup infinit G pot tenir subgrups H d'índex finit (per exemple, els enters parells dins del grup d'enters). Tal subgrup sempre conté un subgrup normal N (de G), també d'índex finit. De fet, si H té índex n, llavors l'índex de N es pot considerar com algun factor de n!. Això es pot veure més concretament, considerant l'acció de permutació de G sobre les classes laterals per l'esquerra d'H en multiplicar-los per la dreta per elements de G (o, també, multiplicant per l'esquerra classes laterals per la dreta). Això proporciona un grup quocient de G, el nucli d'aquesta representació permutada, que és un subgrup del grup simètric de n elements.
Tot seguit s'explica amb més detall.
Els elements de G que deixen totes les classes laterals igual formen un grup.
(SI Hca ⊂ Hc ∀ c ∈ G i de la mateixa manera Hcb ⊂ Hc ∀ c ∈ G, llavors Hcab ⊂ Hc ∀ c ∈ G. If h1ca = h₂c paer a tot c ∈ G (amb h1, h₂ ∈ H) llavors h₂ca-1 = h1c, per tant Hca-1 ⊂ Hc.)
Anomenant A a aquest grup. Sia B el conjunt dels elements de G que produeixen un permutació donada en les classes laterals d'H. Llavors la cardinalitat (mida) de B és igual a la cardinalitat d'A, i de fet B és una classe lateral per la dreta d'A.
(Si cb1 = d i cb1 = d (un membre de la mateixa classe lateral com d), llavors cb1b₂-1 = db-1 = h-1c ∈ Hc. Ja que aquest és el cas per qualsevol b₂ i per algun c (amb d apropiat), b1b₂-1 ∈ A i la mida de B és més petita o igual que la mida d'A. Inversa, Hcb1 = Hcab1, i ja que el costat esquerre és de Hd llavors també ho és el costat dret: Hcab1 ⊂ Hcd, el que demostra que per a qualsevol element d'A hi ha un element diferent de B i, per tant, la mida d'A és més petita o igual que la mida de B.)
Ja que el nombre de permutacions possibles de classes laterals és finit, és a dir n! (suposant que H és d'índex finit n), llavors només hi pot haver un nombre finit de conjunts com B. Si G és infinit, llavors tots aquests conjunts són infinits. El conjunt d'aquests conjunts formen un grup isomorf a un subconjunt del grup de permutacions, així el nombre d'aquests conjunts ha de ser un divisor de n!. Finalment, si per a alguns c ∈ G i a ∈ A es té ca = xc, llavors per a qualsevol d ∈ G dca = hdc per a algun h ∈ H, però també dca = dxc, així hd = dx. Ja que això es verifica per a qualsevol d, x han de ser un membre d'A, així ca = xc implica que A és un subgrup normal.
Un cas especial, n = 2, dona el resultat general que un subgrup d'índex 2 és un subgrup normal, perquè el grup normal (A de damunt) ha de tenir index 2 i, per tant, ser idèntic al subgrup original.
Les consideracions citades es verifiquen també per a grups finits. Per exemple, el grup O de simetria octàedrica quiral té 24 elements. Té un subgrup dièdric D₄ (de fet en té tres) d'ordre 8 i, per tant, d'índex 3 en O, que s'anomenaran H. Aquest grup dièdric té un subgrup de 4 membre D₂, que es pot anomenar A. Multiplicant per la dreta qualsevol element d'una classe lateral per la dreta d'H per un element d'A dona un membre de la mateixa classe lateral d'H (Hca = Hc). 'A és normal a O. Hi ha sis classes laterals d'A, corresponents als sis elements del grup simètric S₃. Tots els elements de qualsevol classe lateral particular d'A realitzen la mateixa permutació de les classes laterals d'H.
Per altra banda, el grup Th de simetria tetràedrica també té 24 membres i un subgrup d'índex 3 (aquesta vegada és un grup de simetria prismàtica D2h, veure grups de punts en tres dimensions), però en aquest cas el subgrup sencer és un subgrup normal. Tots els membres d'una classe laterals particular provoquen la mateixa permutació d'aquestes classes laterals, però en aquest cas representen només el grup alternat de 3 elements en el grup simètric de 6 membres S₃.